# Marcia Rodd
Marcia Rodd (Lyons, Kansas, VS, 8 juli 1940) is een Amerikaans actrice.
Rodd studeerde drama aan Northwestern University in de late jaren 50, alvorens naar New York te vertrekken om een carrière op het toneel op te bouwen. Comedy was een belangrijk onderwerp voor deze brunette aan het begin van haar carrière.
Ze maakte haar debuut in het stuk Oh Say Can You See in 1962. Twee jaar later stond ze op Broadway in Oh! What a Lovely War. Ze verzekerde haar plaats in de spotlights dankzij een Tony-nominatie voor Shelter en een  Drama Desk Award voor Your Own Thing. De laatste was gebaseerd op Shakespeares Twelfth Night.
Haar rol als weed rokende vrije geest in Last of the Red Hot Lovers ging niet onopgemerkt voorbij. Het leidde in 1971 tot haar filmdebuut in Little Murders, naast Elliott Gould. Een opvallende bijrol in de comedy-drama T.R. Baskin, met Candice Bergen in de hoofdrol, volgde.
Ze trok de aandacht van producer Norman Lear, die haar gastrollen bezorgde in All in the Family. Ze speelde de rol van Carol Traynor in de pilot van de succesvolle serie Maude. Ze koos er echter voor de rol niet te vervolgen in de rest van de serie, waarop deze naar Adrienne Barbeau ging. Het toneel was en is haar eerste liefde en ze kreeg kort daarna een rol in The Merry Wives of Windsor.
Gedurende de jaren 80 speelde ze enige tijd tv-vrouwen, in series als Trapper John, M.D. en The Four Seasons. In latere jaren bouwde ze een sterke reputatie op als toneelregisseur in Los Angeles. Van tijd tot tijd neemt ze echter nog steeds toneelrollen aan, zoals die van Golde in Fiddler on the Roof. Ook was ze te zien als Diana Vreeland in Full Gallop.
Van januari tot april 2006 speelde ze in het stuk Senior Class: A Revue of the Golden Years.

## Filmografie
- My Friend Tony Televisieserie - Rol onbekend (Afl., The Lost Hours, 1969)
- Pioneer Spirit (Televisiefilm, 1969) - Rol onbekend
- The Merv Griffin Show Televisieserie - Haarzelf (Episode 4 juni 1970)
- Little Murders (1971) - Patsy Newquist
- T.R. Baskin (1971) - Dayle
- The New Dick Van Dyke Show Televisieserie - Linda (Afl., Linda, Linda, Linda, 1971)
- All in the Family Televisieserie - Marilyn Sanders (Afl., Mike's Mysterious Son, 1972)
- All in the Family Televisieserie - Carol Traynor (Afl., Maude, 1972)
- Medical Center Televisieserie - Connie (Afl., The Torn Man, 1972)
- Medical Center Televisieserie - Phyllis (Afl., The Captives, 1975)
- Barnaby Jones Televisieserie - Verpleegster Marion Hollister (Afl., Fatal Witness, 1975)
- The Dumplings Televisieserie - Stephanie (1976)
- How to Break Up a Happy Divorce (Televisiefilm, 1976) - Eve
- Handle with Care (1977) - Portland Angel
- Maude Televisieserie - Leslie Perkins (Afl., Walter's Temptation, 1977)
- M*A*S*H Televisieserie - Verpleegster Lorraine Anderson (Afl., Temporary Duty, 1978)
- 13 Queens Boulevard Televisieserie - Elaine Dowling (1979)
- Last Embrace (1979) - Adrian
- Lou Grant Televisieserie - Nancy Rhoden (Afl., Samaritan, 1979)
- ABC Afterschool Specials Televisieserie - Barbara McKain (Afl., A Movie Star's Daughter, 1979)
- Quincy, M.E. Televisieserie - Advocate Eleanor Janssen (Afl., Sweet Land of Liberty, 1979)
- Trapper John, M.D. Televisieserie - Imogene Keaton (Afl., Til Life Us Do Part, 1980)
- Insight Televisieserie - Aanklagende advocaat (Afl., God in the Dock, 1980)
- Archie Bunker's Place Televisieserie - Allison Flanders (Afl., Home Again, 1980)
- Keeping On (Televisiefilm, 1981) - Mary Goodwin
- Flamingo Road Televisieserie - Alice Kovacs (6 afl., 1981)
- Bret Maverick Televisieserie - Captain Slater (Afl., The Yellow Rose, 1981)
- Insight Televisieserie - Rol onbekend (Afl., Unfinished Business, 1982)
- Lou Grant Televisieserie - Vivian Hamlin (Afl., Cameras, 1982)
- Laverne & Shirley Televisieserie - Hillary (Afl., The Playboy Show, 1982)
- The Four Seasons Televisieserie - Claudia Zimmer (Afl. onbekend, 1984)
- Night Court Televisieserie - Nora Bowers Sedgwick (Afl., Hi Honey, I'm Home, 1984)
- Highway to Heaven Televisieserie - Ann Haynes (Afl., The Right Thing, 1985)
- Between the Darkness and the Dawn (Televisiefilm, 1985) - Lilly
- New Love, American Style Televisieserie - Rol onbekend (Afl., Love and Passion Point, 1985|Love and the Girl of My Dreams, 1986)
- Murder, She Wrote Televisieserie - Betty Fiddler (Afl., Keep the Home Fries Burning, 1986)
- 21 Jump Street Televisieserie - Marcy (Afl., After School Special, 1987)
- 21 Jump Street Televisieserie - Rol onbekend (Afl., Christmas in Saigon, 1987)
- Murder, She Wrote Televisieserie - Madeline DeHaven (Afl., Harbinger of Death, 1988)
- Empty Nest Televisieserie - Vrouw (Afl., Harry's Vacation, 1988)
- Hunter Televisieserie - Oh, the Shark Bites!, 1990)
- Renegade Televisieserie - Rol onbekend (Afl., Once Burned, Twice Chey, 1994)
- The Scout (1994) - Mrs. Lacy
- Home Improvement Televisieserie - Barbara Burton (Afl., Doctor in the House, 1995)
- The Scottish Tale (1996) - Sarah
- Sisters Televisieserie - Jane Wilcott Sumner (Afl., Housecleaning, 1996)
- Mulligans! (1997) - Madge
- The Army Show Televisieserie - Bezoekende generaal (Afl., The Visitor, 1998)
- Wanted (1999) - Mama Scrico
- ER Televisieserie - Melissa Harolds moeder (Afl., Responsible Parties, 1999)
- Family Law Televisieserie - Susan Lumberg (Afl., Telling Lies, 2000)
- Family Law Televisieserie - Rechter Paula Scott (Afl., Recovery, 2001|Celano v. Foster, 2002)
- Without a Trace Televisieserie - Sandra Pappish (Afl., Moving On, 2003)

- Gemeinsame Normdatei: 135199573
- International Standard Name Identifier: 0000 0001 1449 488X
- Library of Congress Control Number: no97078461
- MusicBrainz: a6e53f3f-e364-4322-8d23-3c13b7d5c27b
- SNAC: w6584sc3
- Virtual International Authority File: 80026195
- WorldCat: E39PBJyxmgVhcjT6T44dyfW4bd